# Collin Smith
Collin Smith (Jacksonville, 4 de diciembre de 2003) es un futbolista estadounidense que juega como lateral derecho en el Phoenix Rising FC de la USL Championship.

## Trayectoria

### North Texas
Smith hizo su debut en la liga para el club el 25 de julio de 2020, entrando como suplente tardío de Beni Redzic en una victoria en casa 2-1 sobre Forward Madison.

### FC Dallas
El 28 de abril de 2021, Smith firmó como canterano con el FC Dallas.

## Clubes
| Club                       | País           | Año           |
| -------------------------- | -------------- | ------------- |
| North Texas SC             | Estados Unidos | 2019-2022     |
| FC Dallas                  | Estados Unidos | 2021-2023     |
| Birmingham Legion (cedido) | Estados Unidos | 2023          |
| New England Revolution II  | Estados Unidos | 2024          |
| Rhode Island FC            | Estados Unidos | 2024          |
| Phoenix Rising FC          | Estados Unidos | 2025-presente |